# Dichocrocis latipunctalis
Dichocrocis latipunctalis là một loài bướm đêm trong họ Crambidae.